# Калинівська міська рада
Кали́нівська міська́ ра́да — орган місцевого самоврядування Калинівської міської громади в Калинівському районі Вінницької області, колишня адміністративно-територіальна одиниця. Адміністративний центр — місто Калинівка.

## Загальні відомості
Станом на 2001 рік:
- Територія ради: 9,88 км²
- Населення ради: 20 546 осіб (станом на 2001 рік)

## Населені пункти
До жовтня 2015 року міській раді були підпорядковані населені пункти:
- м. Калинівка
- с-ще Калинівка Друга
- с. Прилуцьке
- с-ще Рівнинне

2015 року громада міської ради увійшла до складу Калинівської об'єднаної міської територіальної громади.

## Склад ради
Рада складається з 26 депутатів та голови.
- Голова ради: Шамалюк Анатолій Васильович
- Секретар ради:

### Керівний склад попередніх скликань
| Прізвище, ім'я, по батькові   | Основні відомості                                                                                               | Дата обрання | Дата звільнення |
| ----------------------------- | --- | ------------ | --------------- |
| Кучинський Віталій Леонідович | Міський голова, 1953 року народження, член Народно-демократичної партії                                         | 26.03.2006   | 31.10.2010      |
| Шамалюк Анатолій Васильович   | Міський голова, 1963 року народження, освіта незакінчена вища, член Української партії «Єдність»                | 22.02.2011   | 25.10.2015      |
| Шамалюк Анатолій Васильович   | Міський голова, 1963 року народження, освіта вища, безпартійний, від партії Блок Петра Порошенка «Солідарність» | 25.10.2015   |                 |

Примітка: таблиця складена за даними сайту Верховної Ради України та ЦВК

### Депутати VII скликання
За результатами місцевих виборів 2015 року депутатами ради стали:

#### За суб'єктами висування
| Суб'єкт висування                                       | Кількість обраних депутатів | %     |
| ------------------------------------------------------- | --------------------------- | ----- |
| Партія Блок Петра Порошенка «Солідарність»              | 10                          | 38.46 |
| Політична партія Всеукраїнське об'єднання «Батьківщина» | 5                           | 19.23 |
| Політична партія «Наш край»                             | 5                           | 19.23 |
| Політична партія Всеукраїнське об'єднання «Свобода»     | 3                           | 11.54 |
| Радикальна партія Олега Ляшка                           | 2                           | 7.69  |
| Політична партія Громадський рух «Народний контроль»    | 1                           | 3.85  |

#### За округами
| № округу                                                | Прізвище, ім'я, по батькові      | Дата нар.  | Освіта              | Партійна приналежність                                        | Відомості |
| ------------------------------------------------------- | -------------------------------- | ---------- | ------------------- | ------------------------------------------------------------- | --- |
| ПАРТІЯ "БЛОК ПЕТРА ПОРОШЕНКА «СОЛІДАРНІСТЬ»             |                                  |            |                     |                                                               | |
| 7                                                       | Кудін Лариса Павлівна            | 23.05.1970 | вища                | член ПАРТІЇ "БЛОК ПЕТРА ПОРОШЕНКА «СОЛІДАРНІСТЬ»              | Калинівська міська рада, секретар                                                                                           |
| 14                                                      | Осадчук Тетяна Анатоліївна       | 25.04.1965 | вища                | безпартійна                                                   | Українсьо-німецька компанія «А. К.ІМПЕКС», керівник                                                                         |
| 5                                                       | Павлюченко Володимир Леонтійович | 17.09.1967 | вища                | член ПАРТІЇ "БЛОК ПЕТРА ПОРОШЕНКА «СОЛІДАРНІСТЬ»              | Калинівська міська рада, архітектор                                                                                         |
| 9                                                       | Щьов Олександр Васильович        | 08.05.1961 | вища                | член ПАРТІЇ "БЛОК ПЕТРА ПОРОШЕНКА «СОЛІДАРНІСТЬ»              | Калинівська міська рада, заступник міського голов з питань діяльності виконавчого органу                                    |
| 19                                                      | Кулібаба Олена Сергіївна         | 15.11.1980 | вища                | безпартійна                                                   | Калинівський технологічний технікум, заступник директора з навчальної роботи                                                |
| 16                                                      | Федонюк Григорій Михайлович      | 10.02.1952 | вища                | безпартійний                                                  | Калинівський технологічний технікум, директор                                                                               |
| 4                                                       | Фалатюк Василь Іванович          | 08.01.1955 | професійно-технічна | член ПАРТІЇ "БЛОК ПЕТРА ПОРОШЕНКА «СОЛІДАРНІСТЬ»              | пенсіонер |
| 18                                                      | Трембіцький Олег Анатолійович    | 05.06.1958 | вища                | безпартійний                                                  | Калинівське «Райагропроменерго», директор                                                                                   |
| 25                                                      | Гнатюк Володимир Ростиславович   | 21.08.1968 | вища                | безпартійний                                                  | Товариство з обмеженою відповідальністю «Австрія Джус Україна», завідувач матеріального складу та складом запчастин         |
| 15                                                      | Бондарчук Юрій Васильович        | 05.04.1964 | вища                | безпартійний                                                  | Товариство з обмеженою відповідальністю «База Агротехпостачання», директор                                                  |
| політична партія Всеукраїнське об'єднання «Батьківщина» |                                  |            |                     |                                                               | |
| пк                                                      | Сінчук Олександр Євгенійович     | 10.08.1975 | загальна середня    | член політичної партії Всеукраїнське об'єднання «Батьківщина» | ПП «Спецмонтаж», директор                                                                                                   |
| 21                                                      | Шиманський Петро Костянтинович   | 04.12.1951 | вища                | член політичної партії Всеукраїнське об'єднання «Батьківщина» | Очищені споруди Водоканал м. Калинівка, начальник                                                                           |
| 23                                                      | Турик Валентина Іванівна         | 02.02.1966 | вища                | член політичної партії Всеукраїнське об'єднання «Батьківщина» | Управління праці та соціального захисту населення райдержадміністрації, начальник відділу праці соціально-трудових відносин |
| 1                                                       | Блажчук Віктор Вікторович        | 21.03.1959 | загальна середня    | член політичної партії Всеукраїнське об'єднання «Батьківщина» | Калинівська центральна районна лікарня, зубний техник                                                                       |
| 25                                                      | Богданов Ігор Юрійович           | 05.08.1974 | вища                | член політичної партії Всеукраїнське об'єднання «Батьківщина» | Фізична особа-підприємець                                                                                                   |
| Політична партія «Наш край»                             |                                  |            |                     |                                                               | |
| пк                                                      | Сопін Анатолій Миколайович       | 09.03.1962 | вища                | безпартійний                                                  | Приватний підприємець |
| 3                                                       | Бачинська Наталія Юріївна        | 20.09.1970 | вища                | безпартійна                                                   | Приватний підприємець |
| 26                                                      | Ярова Галина Григорівна          | 26.09.1967 | вища                | безпартійна                                                   | Загальноосвітня школа І-ІІІ ступенів с. Дружелюбівка, директор                                                              |
| 24                                                      | Ліневич Олег Степанович          | 28.10.1962 | середня спеціальна  | безпартійний                                                  | Пенсіонер |
| 12                                                      | Кулаков Віктор Вікторович        | 11.07.1961 | середня спеціальна  | безпартійний                                                  | Калинівський районний будинок культури, культурно-дозвільний організатор                                                    |
| політична партія Всеукраїнське об'єднання «Свобода»     |                                  |            |                     |                                                               | |
| пк                                                      | Павлюк Володимир Станіславович   | 25.03.1963 | професійно-технічна | член політичної партії Всеукраїнське об'єднання «Свобода»     | ФОП Павлюк В. С. |
| 20                                                      | Благодьор Микола Геннадійович    | 13.06.1976 | вища                | член політичної партії Всеукраїнське об'єднання «Свобода»     | ДП «Калинівкаводоканал», майстер                                                                                            |
| 26                                                      | Волошина Ярослава Володимирівна  | 01.10.1991 | вища                | безпартійна                                                   | Дружелюбівська сільська рада, секретар виконавчого комітету                                                                 |
| Радикальна партія Олега Ляшка                           |                                  |            |                     |                                                               | |
| пк                                                      | Ференець Олена Павлівна          | 18.05.1983 | вища                | член Радикальної партії Олега Ляшка                           | м. Калинівка Калинівський технологічний технікум, економіст                                                                 |
| 2                                                       | Катрич Павло Степанович          | 06.04.1969 | вища                | безпартійний                                                  | ПАТ «Іванівський спецкар'єр», юрисконсульт                                                                                  |
| ПОЛІТИЧНА ПАРТІЯ "ГРОМАДСЬКИЙ РУХ «НАРОДНИЙ КОНТРОЛЬ»   |                                  |            |                     |                                                               | |
| пк                                                      | Шутий Аркадій Іванович           | 05.01.1960 | вища                | безпартійний                                                  | Ковбасний цех, директор |

### Депутати
За результатами місцевих виборів 2010 року депутатами ради стали:

#### За суб'єктами висування
| Суб'єкт висування                                                                    | Кількість обраних депутатів | %    |
| ------------------------------------------------------------------------------------ | --------------------------- | ---- |
| Партія регіонів                                                                      | 14                          | 38,9 |
| Політична партія Всеукраїнське об'єднання «Батьківщина»                              | 12                          | 33,3 |
| Українська партія «Єдність»                                                          | 5                           | 13,9 |
| Політична партія Всеукраїнське об'єднання «Свобода»                                  | 2                           | 5,6  |
| Політична партія «Фронт Змін»                                                        | 2                           | 5,6  |
| Політична партія «УДАР (Український Демократичний Альянс за Реформи) Віталія Кличка» | 1                           | 2,8  |

#### За округами
| № округу                                                                             | Прізвище, ім'я, по батькові      | Дата визнання обраним | Освіта  | Партійна приналежність                                                                     | Відомості про обраного депутата                                                         |
| ------------------------------------------------------------------------------------ | -------------------------------- | --------------------- | ------- | ------------------------------------------------------------------------------------------ | --------------------------------------------------------------------------------------- |
| Партія регіонів                                                                      |                                  |                       |         |                                                                                            |                                                                                         |
| б/м                                                                                  | Долюк Михайло Вікторович         | 05.11.2010            | вища    | член Партії регіонів                                                                       | Літинська РДА, голова                                                                   |
| б/м                                                                                  | Лишик Олег Анатолійович          | 05.11.2010            | вища    | член Партії регіонів                                                                       | Калинівська РДА, заступник голови                                                       |
| б/м                                                                                  | Кудін Лариса Павлівна            | 05.11.2010            | вища    | член Партії регіонів                                                                       | управління праці та соціального захисту населення Калинівської РДА, головний спеціаліст |
| б/м                                                                                  | Мальченко Олександр Андрійович   | 05.11.2010            | вища    | член Партії регіонів                                                                       | приватний підприємець                                                                   |
| б/м                                                                                  | Шестаков Олег Анатолійович       | 05.11.2010            | вища    | член Партії регіонів                                                                       | Калинівське управління газового господарства, заступник начальника                      |
| б/м                                                                                  | Майданюк Анатолій Володимирович  | 05.11.2010            | вища    | член Партії регіонів                                                                       | ВКПФ «Майба», директор                                                                  |
| 7                                                                                    | Богатирьов Роман Олександрович   | 05.11.2010            | вища    | член Партії регіонів                                                                       | приватний підприємець                                                                   |
| 8                                                                                    | Федонюк Григорій Михайлович      | 05.11.2010            | вища    | член Партії регіонів                                                                       | Калинівський технологічний технікум, директор                                           |
| 9                                                                                    | Мілінчук Микола Петрович         | 05.11.2010            | середня | член Партії регіонів                                                                       | приватний підприємець                                                                   |
| 10                                                                                   | Ворона Володимир Анатолійович    | 05.11.2010            | вища    | член Партії регіонів                                                                       | Райспоживспілка, юрист                                                                  |
| 12                                                                                   | Гилюк Олег Васильович            | 05.11.2010            | вища    | член Партії регіонів                                                                       | Калинівське УГГ, в.о.начальника                                                         |
| 13                                                                                   | Маковей Олег Станіславович       | 05.11.2010            | вища    | член Партії регіонів                                                                       | тимчасово не працює                                                                     |
| 15                                                                                   | Шелест Сергій Микитович          | 05.11.2010            | вища    | член Партії регіонів                                                                       | Калиновський РЦЗ, директор                                                              |
| 17                                                                                   | Кулаков Віктор Вікторович        | 05.11.2010            | середня | член Партії регіонів                                                                       | Районний будинок культури, заступник директора                                          |
| Політична партія Всеукраїнське об'єднання «Батьківщина»                              |                                  |                       |         |                                                                                            |                                                                                         |
| б/м                                                                                  | Васківнюк Сергій Миколайович     | 05.11.2010            | вища    | член Всеукраїнського об'єднання «Батьківщина»                                              | Верховна Рада України, помічник-консультант народного депутата України                  |
| б/м                                                                                  | Павлюченко Володимир Леонтійович | 05.11.2010            | вища    | член Всеукраїнського об'єднання «Батьківщина»                                              | Калинівська міська рада, землемір                                                       |
| б/м                                                                                  | Гаврилюк Володимир Олександрович | 05.11.2010            | вища    | член Всеукраїнського об'єднання «Батьківщина»                                              | Калинівська загальноосвітня школа № 4, директор                                         |
| б/м                                                                                  | Ганчук-Поліщук Ірина Андріївна   | 05.11.2010            | вища    | член Всеукраїнського об'єднання «Батьківщина»                                              | Калинівський трудовий архів, бухгалтер                                                  |
| б/м                                                                                  | Бурлак Людмила Тимофіївна        | 05.11.2010            | вища    | член Всеукраїнського об'єднання «Батьківщина»                                              | ПП «Спецмонтаж», бухгалтер                                                              |
| 1                                                                                    | Москалюк Микола Аполлінарійович  | 05.11.2010            | вища    | член Всеукраїнського об'єднання «Батьківщина»                                              | приватний підприємець                                                                   |
| 3                                                                                    | Гнатюк Любов Федорівна           | 05.11.2010            | середня | член Всеукраїнського об'єднання «Батьківщина»                                              | ТОВ «Гермен», економіст                                                                 |
| 5                                                                                    | Колобова Євгенія Михайлівна      | 05.11.2010            | вища    | член Всеукраїнського об'єднання «Батьківщина»                                              | Калинівська ЦРЛ, старша медсестра                                                       |
| 6                                                                                    | Благодьор Микола Геннадійович    | 05.11.2010            | вища    | член Всеукраїнського об'єднання «Батьківщина»                                              | Калиновський водоканал, майстер                                                         |
| 11                                                                                   | Турик Валентина Іванівна         | 05.11.2010            | вища    | член Всеукраїнського об'єднання «Батьківщина»                                              | Калинівська міська рада, секретар                                                       |
| 14                                                                                   | Гуцман Віра Олексіївна           | 05.11.2010            | вища    | член Всеукраїнського об'єднання «Батьківщина»                                              | Калинівська загальноосвітня школа № 4, вчитель                                          |
| 18                                                                                   | Патинська Надія Антонівна        | 05.11.2010            | вища    | член Всеукраїнського об'єднання «Батьківщина»                                              | тимчасово не працює                                                                     |
| Політична партія Всеукраїнське об'єднання «Свобода»                                  |                                  |                       |         |                                                                                            |                                                                                         |
| б/м                                                                                  | Васюк Костянтин Іванович         | 05.11.2010            | вища    | член Всеукраїнського об'єднання «Свобода»                                                  | приватний підприємець                                                                   |
| б/м                                                                                  | Шпак Орест Григорович            | 05.11.2010            | вища    | член Всеукраїнського об'єднання «Свобода»                                                  | Свято-Миколаївський храм м. Калинівка, настоятель                                       |
| Політична партія «УДАР (Український Демократичний Альянс за Реформи) Віталія Кличка» |                                  |                       |         |                                                                                            |                                                                                         |
| 2                                                                                    | Бачинська Наталія Юріївна        | 05.11.2010            | вища    | член Політичної партії «УДАР (Український Демократичний Альянс за Реформи) Віталія Кличка» | приватний підприємець                                                                   |
| Політична партія «Фронт Змін»                                                        |                                  |                       |         |                                                                                            |                                                                                         |
| б/м                                                                                  | Сакач Сергій Іванович            | 05.11.2010            | вища    | член Політичної партії «Фронт Змін»                                                        | м. Калинівка технологічний технікум, викладач                                           |
| б/м                                                                                  | Тертус Олексій Володимирович     | 05.11.2010            | вища    | член Політичної партії «Фронт Змін»                                                        | приватний підприємець                                                                   |
| Українська партія «Єдність»                                                          |                                  |                       |         |                                                                                            |                                                                                         |
| б/м                                                                                  | Ставнійчук Сергій Васильович     | 05.11.2010            | середня | член Української партії «Єдність»                                                          | приватний підприємець                                                                   |
| б/м                                                                                  | Бондарчук Юрій Васильович        | 05.11.2010            | вища    | член Української партії «Єдність»                                                          | матеріально-технічна база м. Козятин, директор                                          |
| б/м                                                                                  | Яковлєв Ігор Павлович            | 05.11.2010            | вища    | член Української партії «Єдність»                                                          | приватний підприємець                                                                   |
| 4                                                                                    | Братанюк Іван Євгенійович        | 05.11.2010            | середня | член Української партії «Єдність»                                                          | пенсіонер                                                                               |
| 16                                                                                   | Головащенко Владислав Сергійович | 05.11.2010            | вища    | член Української партії «Єдність»                                                          | Калинівська ЦРЛ, лікар                                                                  |